# Psicologia evolutiva da linguagem
Psicologia evolutiva da linguagem é o estudo da história evolutiva da linguagem como uma faculdade psicológica dentro da disciplina da Psicologia evolutiva. Pressupõe-se que a linguagem é o resultado de uma adaptação darwiniana.
Existem muitas teorias concorrentes sobre como a linguagem pode ter evoluído, caso seja de fato uma adaptação evolutiva. Todas partem da crença de que o desenvolvimento da linguagem poderia resultar de uma adaptação, de uma exaptação ou de um subproduto. A genética também influencia o estudo da evolução da linguagem. Já se especulou que o gene FOXP2 pode ser o responsável por conferir aos humanos a capacidade de desenvolver gramática e sintaxe.

## Teorias da evolução da linguagem
No debate em torno da psicologia evolutiva da linguagem, emergem três vertentes: aquelas que defendem a linguagem como uma adaptação, aquelas que afirmam que ela é um subproduto de outra adaptação e aquelas que a consideram uma exaptação.

### Adaptação
Cientistas e psicólogos como Steven Pinker e Paul Bloom argumentam que a linguagem, enquanto faculdade mental, compartilha muitas semelhanças com os complexos órgãos do corpo, o que sugere que, assim como esses órgãos, a linguagem evoluiu como uma adaptação – o único mecanismo conhecido pelo qual órgãos tão complexos podem se desenvolver. A complexidade dos mecanismos, da faculdade de linguagem e da capacidade de aprendê-la oferece um recurso comparativo entre os traços evolutivos psicológicos (Psicologia evolutiva) e os traços evolutivos físicos (Biologia evolutiva).
Pinker, embora em grande parte concorde com Noam Chomsky, linguista e cientista cognitivo, defende que o fato de crianças poderem aprender qualquer língua humana sem instrução explícita sugere que a linguagem – incluindo boa parte da gramática – é basicamente inata, necessitando apenas ser ativada pela interação. Contudo, Pinker e Bloom sustentam que a natureza orgânica da linguagem indica fortemente uma origem adaptativa.

### Subproduto/Espandrel
Noam Chomsky liderou o debate sobre a faculdade da linguagem como um subproduto cognitivo, ou espandrel. Como linguista, e não como biólogo evolutivo, sua ênfase teórica recaía sobre a capacidade infinita da fala: há um número fixo de palavras, mas uma combinação infinita delas. Essa análise postula que a habilidade de nossa cognição em perceber ou criar possibilidades infinitas contribuiu para a complexidade extrema encontrada na nossa linguagem. Tanto Chomsky quanto Gould argumentam que a complexidade do cérebro é, por si só, uma adaptação, e que a linguagem emerge a partir dessas complexidades.
No que tange a enxergar a linguagem como resultado de uma adaptação ou de um subproduto, o biólogo evolutivo W. Tecumseh Fitch – seguindo Stephen J. Gould – defende que não se pode assumir que cada aspecto da linguagem seja uma adaptação, tampouco que a linguagem em seu conjunto o seja. Ele critica determinados ramos da psicologia evolutiva por sugerirem uma visão pan-adaptacionista da evolução e descarta a questão de Pinker e Bloom sobre se “a linguagem evoluiu como uma adaptação” como sendo enganosa.
Argumenta, ainda, que, do ponto de vista biológico, as origens evolutivas da linguagem são melhor compreendidas como o provável resultado da convergência de muitas adaptações separadas em um sistema complexo. Um argumento semelhante é apresentado por Terrence Deacon, que em A Espécie Simbólica defende que as diferentes características da linguagem coevoluíram com a evolução da mente e que a capacidade de usar a comunicação simbólica está integrada a todos os outros processos cognitivos.

### Exaptação
As exaptações, assim como as adaptações, são características que aumentam a aptidão, mas, segundo Stephen Jay Gould, seus propósitos foram apropriados conforme a espécie evoluía. Isso pode ocorrer por duas razões: ou a função original do traço deixou de ser necessária e ele passou a ter um novo propósito, ou um traço que não surgiu para uma função determinada depois se torna importante. Normalmente, as exaptações possuem uma forma e um desenho específicos que passam a servir de base para uma nova função. A fundamentação desse argumento reside na posição baixa da laringe nos seres humanos. Outros mamíferos apresentam a mesma posição da laringe, mas nenhuma outra espécie adquiriu a linguagem, o que leva os defensores da exaptação a interpretar essa modificação evolutiva como um afastamento da função original.

## Genes e linguagem
Pesquisas demonstraram que “restrições genéticas” na evolução da linguagem poderiam ter ocasionado um “módulo de linguagem especializado e específico da espécie”. É por meio desse módulo que se manifestam diversas “propriedades linguísticas específicas de domínio”, tais como a sintaxe e a concordância. Os adaptacionistas defendem que os genes da linguagem “coevoluíram com a própria linguagem humana com o propósito de comunicação”. Essa visão sugere que os genes envolvidos na linguagem só teriam coevoluído em um ambiente linguístico muito estável. Isso indica que a linguagem não poderia ter evoluído em um ambiente de mudanças rápidas, por não ser suficientemente estável para a seleção natural. Sem a seleção natural, os genes não teriam coevoluído com a capacidade de linguagem e, ao invés disso, teriam se originado a partir de “convenções culturais”. A crença adaptacionista de que os genes coevoluíram com a linguagem também sugere que não existem “propriedades arbitrárias da linguagem”, pois estas teriam coevoluído com a linguagem por meio da seleção natural.
O efeito Baldwin fornece uma possível explicação para como características da linguagem, adquiridas ao longo do tempo, podem vir a ser codificadas nos genes. Assim como Darwin propôs, sugeriu-se que organismos capazes de adaptar um traço mais rapidamente possuem uma “vantagem seletiva”. Com o passar das gerações, são necessários menos estímulos ambientais para que os organismos desenvolvam esse traço. Eventualmente, nenhum estímulo é preciso, e o traço se torna “geneticamente codificado”.

### Gene FOXP2

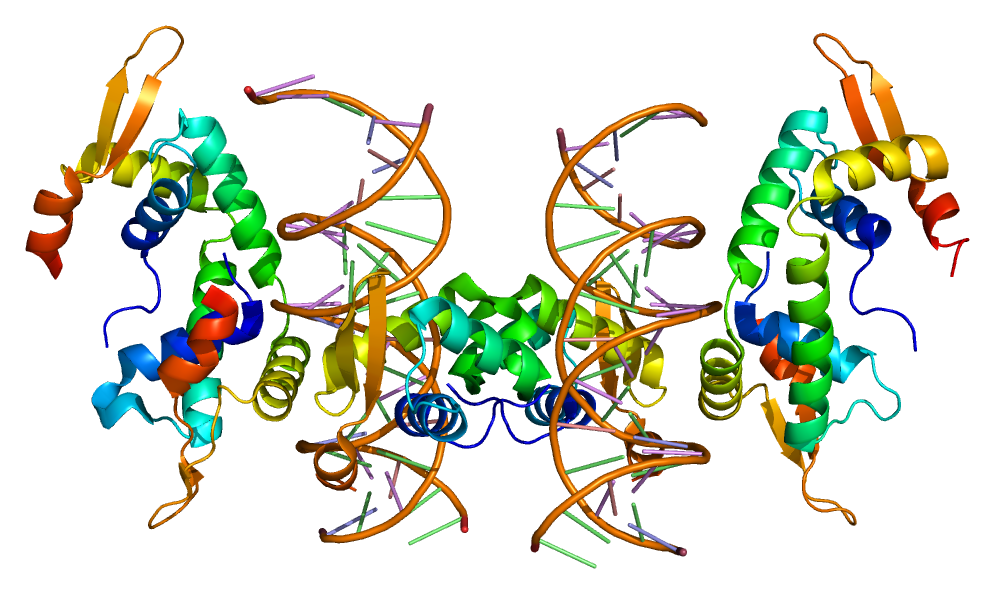
Estrutura da proteína FOXP2. Baseada na renderização do PyMOL do Banco de Dados de Proteínas (PDB) 2ao9.

Os componentes genéticos e cognitivos da linguagem vêm sendo objeto de especulação há muito tempo, e somente recentemente os linguistas identificaram um gene que possivelmente explica o funcionamento da linguagem. Psicólogos evolutivos sustentam que o gene FOXP2 pode estar associado à evolução da linguagem humana. Na década de 1980, a psicolinguista Myrna Gopnik identificou um gene dominante que causa deficiência de linguagem na família KE da Grã-Bretanha. Essa família apresenta uma mutação no FOXP2 que os faz sofrer de um distúrbio da fala e de um distúrbio da linguagem. Já se argumentou que o gene FOXP2 é o gene da gramática, permitindo aos humanos formar uma sintaxe adequada e aprimorar a qualidade da comunicação. Crianças que crescem em um ambiente estável desenvolvem uma linguagem altamente proficiente sem qualquer instrução. Indivíduos com mutação no gene FOXP2 têm dificuldade em dominar sentenças complexas e apresentam sinais de dispráxia verbal do desenvolvimento.
Este gene provavelmente evoluiu na linhagem hominino após a separação entre as linhagens dos homininos e dos chimpanzés; isso explica por que somente os humanos conseguem aprender e compreender a gramática. Os humanos possuem um alelo único desse gene, o qual se manteve praticamente inalterado ao longo da história evolutiva da maioria dos mamíferos. Esse alelo único parece ter surgido pela primeira vez entre 100 e 200 mil anos atrás, tornando-se praticamente universal entre os humanos. Isso sugere que a fala evoluiu tardiamente no espectro geral da evolução humana.

## Variação na linguagem humana
Segundo algumas classificações, existem cerca de 7000 línguas no mundo, com uma variação significativa que se acredita ter evoluído por meio da diferenciação cultural. Há quatro fatores que se apontam como razões para a existência de variações linguísticas entre culturas: efeito fundador, deriva, hibridação e adaptação. Com as vastas extensões de terra disponíveis, diferentes tribos se dividiram para reivindicar territórios, o que exigia novos nomes para lugares, além de designações para novas atividades (como termos para técnicas de pesca inéditas em riachos por povos que antes pescavam somente no oceano). Grupos que viviam distantes mantinham pouca ou nenhuma comunicação, mesmo que originalmente falassem a mesma língua, permitindo que suas línguas se diferenciassem. A hibridação também desempenhou um papel significativo na evolução da linguagem. Um grupo entrava em contato com outra tribo, e os dois passavam a absorver palavras e sons mutuamente, o que, com o tempo, levava à formação de uma nova língua. Por fim, a adaptação influenciou a diferenciação linguística. Ambientes naturais e contextos culturais mudam com o tempo; assim, os grupos precisavam se adaptar ao ambiente, e sua linguagem também o fazia. Por exemplo, a introdução da metalurgia do bronze em uma região impulsionava a criação ou incorporação de termos relacionados ao bronze.
Atkinson teorizou que a linguagem pode ter se originado na África, pois as línguas africanas apresentam uma variação maior de sons da fala do que outras línguas. Esses sons seriam a raiz para as demais línguas existentes no mundo.

## Comunicação em outros animais
Pesquisas indicam que animais não humanos (por exemplo, símios, golfinhos e pássaros canoros) apresentam evidências de linguagem. Estudos comparativos do sistema sensório-motor revelam que a fala não é exclusiva dos humanos: primatas não humanos conseguem discriminar entre duas línguas faladas diferentes. Aspectos anatômicos dos humanos, especialmente a laringe descendida, acreditava-se ser única à capacidade de falar. Contudo, pesquisas posteriores revelaram que vários outros mamíferos também possuem laringe descendida, o que indica que essa característica não é a única exigida para a produção da fala.
A imitação vocal também não é exclusiva dos humanos. Pássaros canoros parecem adquirir cantos específicos de sua espécie por meio da imitação. Como os primatas não humanos não possuem laringe descendida, carecem da capacidade de imitação vocal, razão pela qual estudos com esses animais os ensinaram meios não verbais de comunicação, por exemplo, a língua de sinais.
Koko e Nim Chimpsky são dois símios que aprenderam com sucesso a utilizar a língua de sinais, embora não no mesmo nível de um ser humano. Nim é um chimpanzé acolhido por uma família na década de 1970 e criado como se fosse uma criança humana, tendo dominado 150 sinais – limitados, porém úteis. Koko, uma gorila acolhida por um estudante de Stanford, chegou a dominar 1.000 sinais para a comunicação generativa.